# Diccionari etimològic i complementari de la llengua catalana
El Diccionari etimològic i complementari de la llengua catalana (o DECAT), en español, Diccionario etimológico y complementario de la lengua catalana, es un diccionario catalán obra de Joan Coromines con la colaboración de Joseph Gulsoy y Max Cahner.
Fue publicado por Curial Edicions Catalanes y consta de nueve volúmenes, publicados entre 1980 y 1991, a los que hay que añadir un décimo, con suplementos y un índice (2001). Está concebido con el mismo criterio y metodología que los otros diccionarios del mismo autor: el Diccionario crítico etimológico de la lengua castellana (1954-57) y el Diccionario crítico etimológico castellano e hispánico (1980-91), es decir, crítico,  etimológico, histórico y comparativo.